# 10. Szaturnusz-gála
A 10. Szaturnusz-gála az 1982-es év legjobb filmes és televíziós sci-fi, horror és fantasy alakításait értékelte. A díjátadót 1983. július 30-án tartották Kaliforniában, a kategóriák fölé felvéve a legjobb vágásét is.

## Győztesek és jelöltek
Forrás:

### Film
| Legjobb sci-fi film | Legjobb fantasyfilm |
| --- | --- |
| - E. T., a földönkívüli - Szárnyas fejvadász - Endangered Species - Űrszekerek II: A Khan bosszúja - Tron, avagy a számítógép lázadása | - A sötét kristály - Conan, a barbár - A NIMH titka - Talen kardja - Harc a mágia ellen - Okkuljatok! |
| Legjobb horrorfilm | Legjobb animációs film |
| - Poltergeist – Kopogó szellem - Creepshow - A rémmesék könyve - Halálcsapda - Mocsárlény - A dolog | - A NIMH titka - Phoenix 2772 - Az utolsó egyszarvú - Az idő urai - Tron, avagy a számítógép lázadása |
| Legjobb nemzetközi film | Legjobb kis költségvetésű film |
| - Mad Max 2. - Láncreakció - Az erőszak iskolája - Az elátkozott ház - The Last Horror Film | - Gonosz halott - Androidok lázadása - Raul a terítéken - Forbidden World - One Dark Night |
| Legjobb férfi főszereplő | Legjobb női főszereplő |
| - William Shatner – Űrszekerek II: A Khan bosszúja (James T. Kirk) - Mel Gibson – Mad Max 2. (Max Rockatansky) - Lee Horsley – Talen kardja - Harc a mágia ellen (Talon herceg) - Christopher Reeve – Halálcsapda (Clifford Anderson) - Henry Thomas – E. T., a földönkívüli (Elliott)       | - Sandahl Bergman – Conan, a barbár (Valeria) - Susan George – Az elátkozott ház (Laura Fletcher) - Nastassja Kinski – Párducemberek (Irena Gallier) - JoBeth Williams – Poltergeist – Kopogó szellem (Diane Freeling) - Mary Woronov – Raul a terítéken (Mary Bland)                     |
| Legjobb férfi mellékszereplő | Legjobb női mellékszereplő |
| - Richard Lynch – Talen kardja - Harc a mágia ellen (Titus Cromwell) - Rutger Hauer – Szárnyas fejvadász (Roy Batty) - Walter Koenig – Űrszekerek II: A Khan bosszúja (Pavel Chekov) - Roddy McDowall – Az erőszak iskolája (Terry Corrigan) - Bruce Spence – Mad Max 2. (a Repülő Kapitány) | - Zelda Rubinstein – Poltergeist – Kopogó szellem (Tangina Barrons) - Kirstie Alley – Űrszekerek II: A Khan bosszúja (Lt. Saavik) - Filomena Spagnuolo – The Last Horror Film (Vinny édesanyja) - Dee Wallace – E. T., a földönkívüli (Mary) - Irene Worth – Halálcsapda (Helga ten Dorp) |
| Legjobb rendező | Legjobb forgatókönyv |
| - Nicholas Meyer – Űrszekerek II: A Khan bosszúja - Tobe Hooper – Poltergeist – Kopogó szellem - George Miller – Mad Max 2. - Ridley Scott – Szárnyas fejvadász - Steven Spielberg – E. T., a földönkívüli                                                                                   | - Melissa Mathison – E. T., a földönkívüli - Jay Presson Allen – Halálcsapda - Terry Hayes, George Miller, Brian Hannant – Mad Max 2. - Jack B. Sowards – Űrszekerek II: A Khan bosszúja - Albert Pyun, Tom Karnowski, John V. Stuckmeyer – Talen kardja - Harc a mágia ellen             |
| Legjobb filmzene | Legjobb jelmez |
| - John Williams – E. T., a földönkívüli - Basil Poledouris – Conan, a barbár - Ken Thorne – Az elátkozott ház - Jerry Goldsmith – Poltergeist – Kopogó szellem - David Whitaker – Talen kardja - Harc a mágia ellen                                                                          | - Elois Jenssen, Rosanna Norton – Tron, avagy a számítógép lázadása - John Bloomfield – Conan, a barbár - Norma Moriceau – Mad Max 2. - Robert Fletcher – Űrszekerek II: A Khan bosszúja - Christine Boyar – Talen kardja - Harc a mágia ellen                                            |
| Legjobb smink | Legjobb különleges effektek |
| - Dorothy J. Pearl – Poltergeist – Kopogó szellem - José Antonio Sánchez – Conan, a barbár - Sue Dolph – Forbidden World - Hatsuo Nagatomo – Az elátkozott ház - Werner Keppler, James Lee McCoy – Űrszekerek II: A Khan bosszúja                                                            | - Carlo Rambaldi, Dennis Muren – E. T., a földönkívüli - Douglas Trumbull, Richard Yuricich – Szárnyas fejvadász - Roy Field, Brian Smithies – A sötét kristály - Tom Campbell, William T. Conway, John Carl Buechler, Steve Neill – Forbidden World - Rob Bottin – A dolog               |
| Legjobb filmposzter | |
| - John Alvin – E. T., a földönkívüli - Johann Costello – Creepshow - A rémmesék könyve - Richard Amsel – A sötét kristály - Edd Riveria – Halloween 3.: Boszorkányos időszak - Gerald Scarfe – Pink Floyd: A fal                                                                             | |

### Különdíj
- Posztumusz-díj - Buster Crabbe
- Életműdíj - Martin B. Cohen

## Fordítás
- Ez a szócikk részben vagy egészben  a(z)   10th Saturn Awards című angol Wikipédia-szócikk fordításán alapul.  Az eredeti cikk szerkesztőit annak laptörténete sorolja fel. Ez a jelzés csupán a megfogalmazás eredetét és a szerzői jogokat jelzi, nem szolgál a cikkben szereplő információk forrásmegjelöléseként.